# Thyrophagus entomophagus
Thyrophagus entomophagus är en spindeldjursart som först beskrevs av Joseph Alexandre Laboulbène 1852.  Thyrophagus entomophagus ingår i släktet Thyrophagus och familjen Acaridae. Inga underarter finns listade i Catalogue of Life.